# Télésiège
Vous lisez un « bon article » labellisé en 2010.

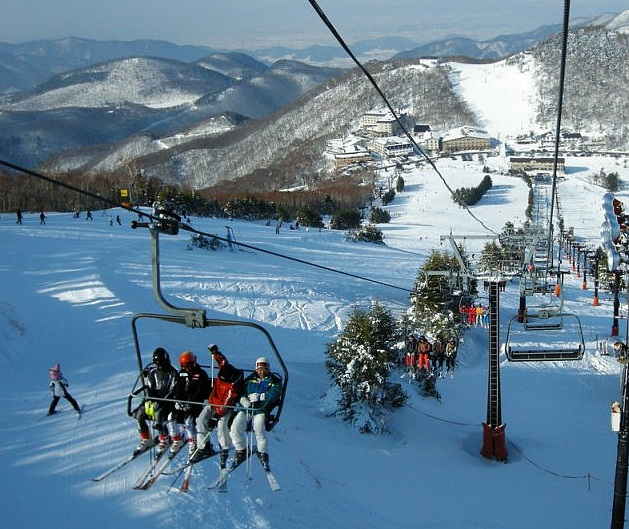
Un télésiège utilisé pour la pratique du ski alpin au Japon.

Un télésiège est un type de remontée mécanique équipé de sièges suspendus à intervalles réguliers à un câble aérien, à la fois porteur et tracteur, circulant suivant un mouvement unidirectionnel continu, pour transporter des personnes. Le câble est soutenu en ligne par des pylônes, via des galets (les trains de galets alors formés sont appelés des balanciers), et est mû par un moteur situé dans une des gares terminales.
Il existe des « télésièges à attaches fixes » où les sièges restent solidaires du câble, y compris en gare, et des « télésièges à attaches débrayables » équipés de véhicules à pince débrayable qui sont désaccouplés du câble dans les gares pour un embarquement et débarquement à vitesse réduite, sans ralentissement de l'ensemble de l'appareil. Ce dernier type permet des vitesses d'exploitation supérieures. Les sièges ont une capacité qui varie selon les appareils de une à huit places et peuvent être équipés d'options telles des bulles de protection, des assises chauffantes ou des garde-corps verrouillables.
Les télésièges sont principalement utilisés dans les stations de sports d'hiver par les skieurs, pour la pratique du ski alpin.

## Typologie

### Le télésiège à attaches fixes

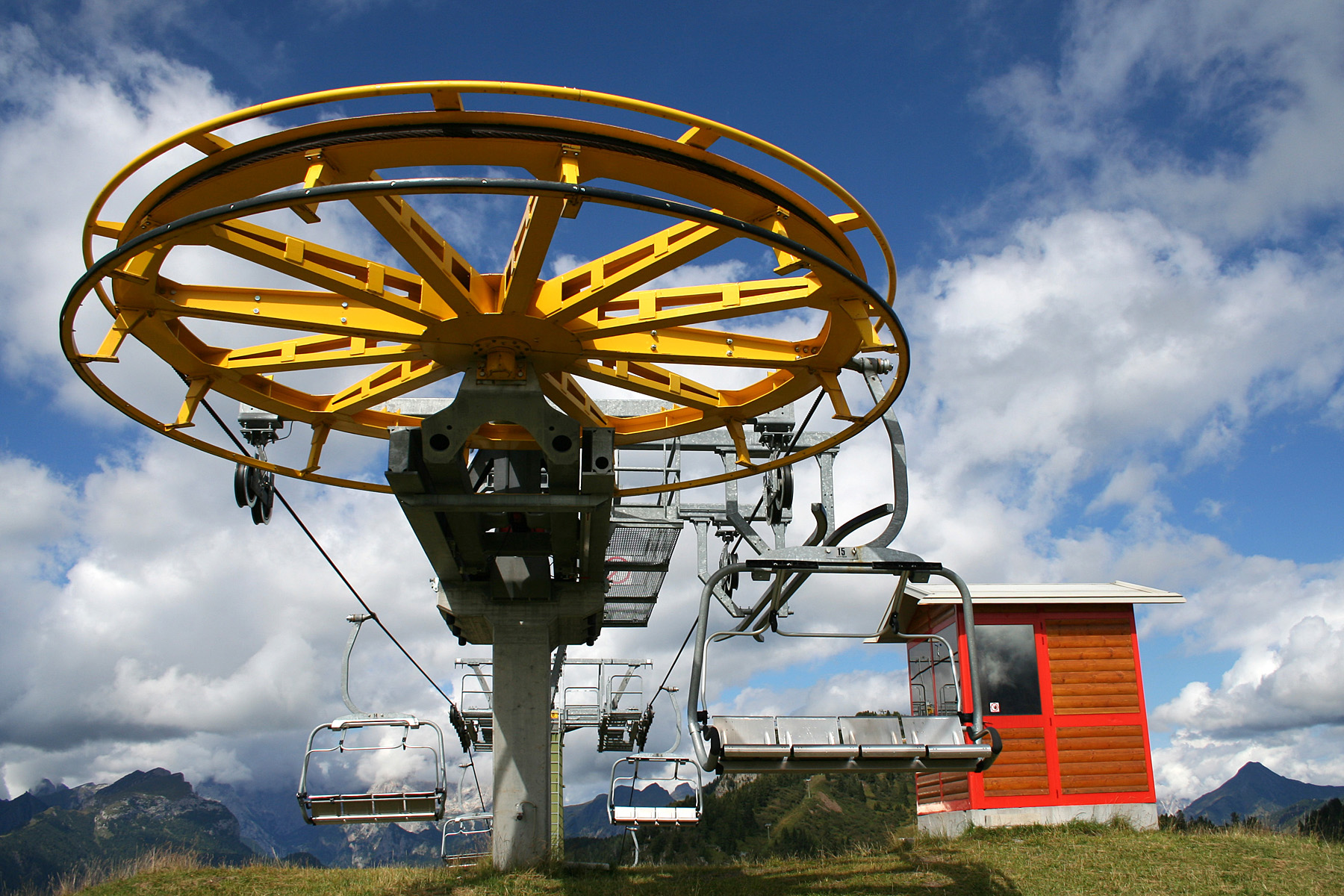
Gare de télésiège fixe 4 places au Col de Baldi, à Alleghe (Italie).

Le télésiège à attaches fixes (ou par simplification, télésiège fixe, abrégé en TSF suivant le jargon technique) est la version la plus simple du télésiège. Les véhicules (de une à six places selon les appareils) sont ici équipés de pinces fixes et ne sont donc pas débrayés de la ligne en gare. La vitesse d'exploitation est limitée par les phases d'embarquement et débarquement des passagers et varie, selon les appareils, de 1 m/s (3,6 km/h) pour plus de deux places piétons, à 1,5 m/s (5,4 km/h) pour un ou deux piétons et de 1,8 m/s (6,5 km/h) à 2,8 m/s (8 km/h) pour les skieurs. Ces variations sont dues à la capacité des véhicules et la présence ou l'absence d'un tapis d'assistance à l'embarquement. Celui-ci, avançant à environ un tiers de la vitesse de la remontée, permet d'accroître le confort et de limiter les risques de chutes lorsque les passagers prennent place sur les sièges.
Les télésièges fixes fabriqués en 2010 sont généralement équipés de véhicules à quatre places, avec une vitesse de ligne de 2,3 m/s et peuvent, au maximum, atteindre un débit de 2 400 personnes par heure.

### Le télésiège à attaches débrayables

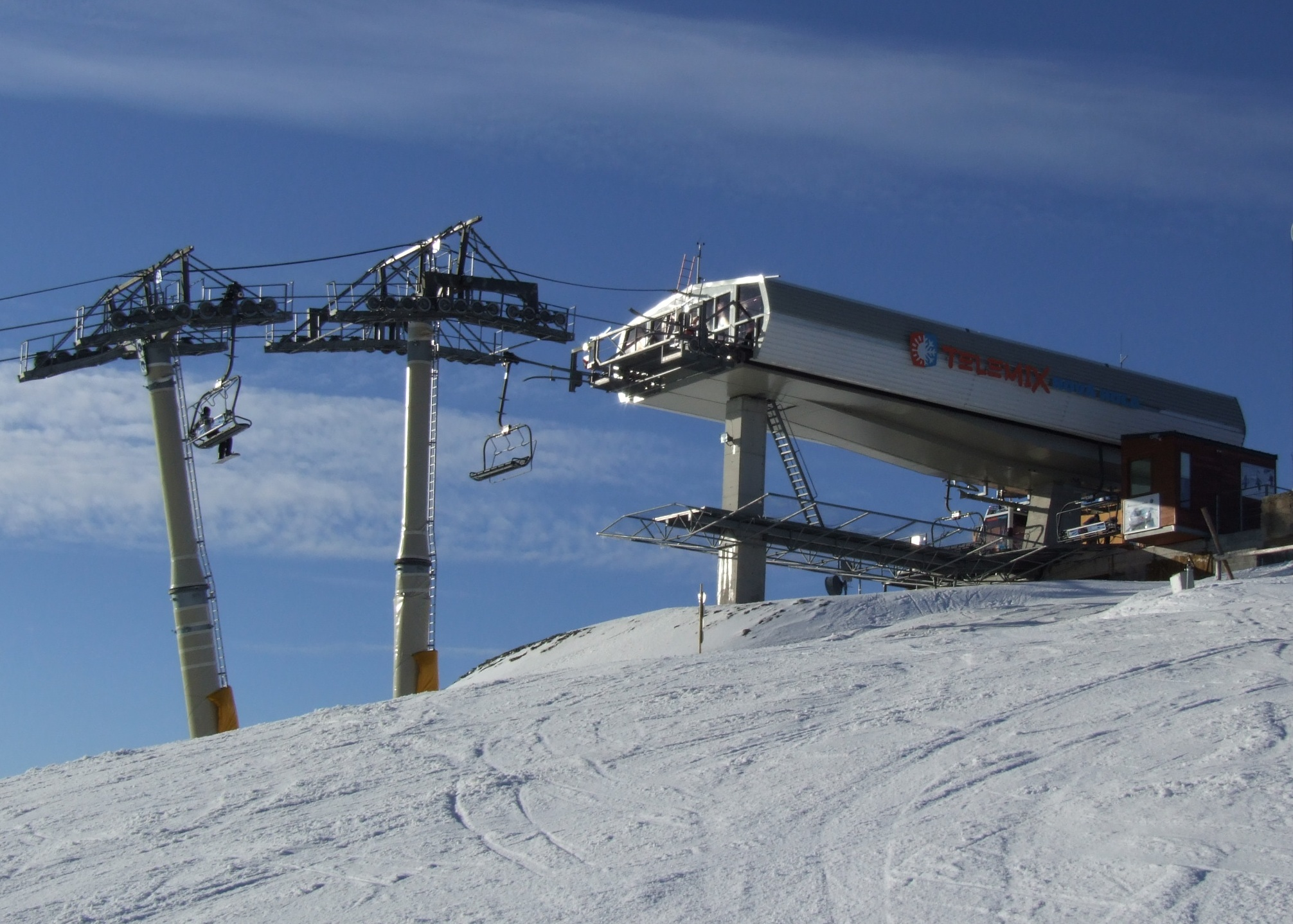
Gare de télésiège débrayable 6 places à Park Snow Donovaly (Slovaquie).

Le télésiège à attaches débrayables (ou par simplification, télésiège débrayable, abrégé en TSD suivant le jargon technique) est une version plus évoluée du télésiège. Les sièges (de 2, 3, 4, 6 ou 8 places selon les appareils) sont ici équipés d'une attache dite débrayable, communément appelée pince, qui leur permet d'être désolidarisés du câble dans les gares et d'y être ralentis. Les véhicules circulent ainsi aux alentours d'un mètre par seconde durant les phases d'embarquement et de débarquement, tandis que la vitesse de ligne, détachée de cette contrainte, est portée autour de 5 m/s (18 km/h) (entre 2,5 m/s et 6 m/s selon les appareils).

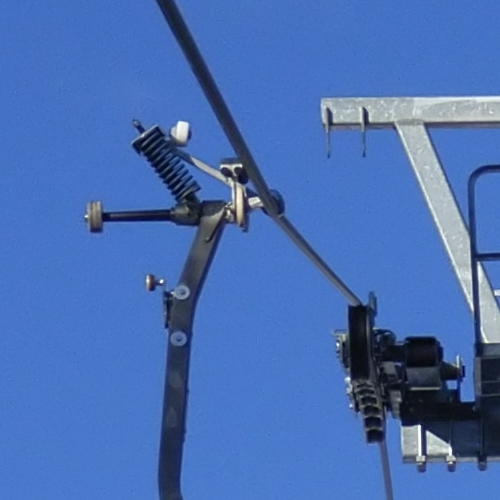
Pince débrayable.

Certaines gares de départ sont pourvues d'un système d'aiguillage permettant un double embarquement. Celui-ci a pour but soit d'augmenter le débit, soit d'augmenter le temps entre chaque véhicule et donc d'accroître le confort. 
Les télésièges débrayables sont parfois équipés d'un garage pour décycler les véhicules hors saison ou en cas d'intempéries, ou encore adapter le nombre de sièges en ligne à la fréquentation, et ainsi, optimiser la consommation.
Les télésièges débrayables fabriqués en 2010 sont généralement des appareils équipés de véhicules 6 places fonctionnant à 5 m/s et peuvent transporter jusqu'à 3 200 personnes par heure. Dans l'absolu, avec des sièges 8 places, un télésiège débrayable est capable d'atteindre un débit de 4 800 personnes par heure.

### Type hybride utilisant des sièges
Le téléporté avec sièges et cabines, un type d'appareil hybride à mi-chemin entre la télécabine et le télésiège débrayable, se développe également. Le principe consiste à placer sur une même ligne à la fois des sièges et des cabines fermées. Ces remontées sont commercialement appelées « Télémix » par Poma et Leitner et « Télécombi » par Doppelmayr.
Ce type d'appareil permet aux skieurs d'embarquer sur des sièges sans déchausser les skis comme sur les télésièges classiques, tandis que les piétons ou les skieurs débutants peuvent emprunter des cabines, sans risque de chutes à l'embarquement ou au débarquement.

## Technique

### Les véhicules: sièges et pinces

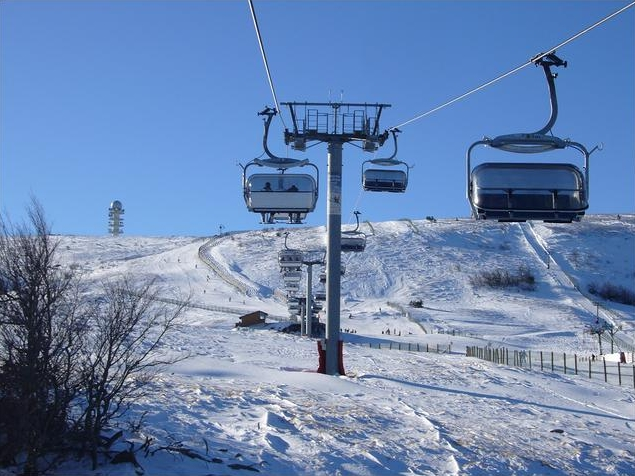
Télésiège débrayable avec bulles, amortissement des oscillations latérales et support VTT, à Chalmazel (Loire, France).

Dans leur version primaire les véhicules des télésièges étaient de simples sièges sur lesquels était fixée une suspente solidaire du câble. Très vite, par sécurité, ils furent fréquemment équipés de garde-corps relevables, et par la suite, de repose-pied. Désormais, les assises des sièges peuvent également se replier, hors exploitation, pour éviter les trop grandes accumulations de neige. Pour répondre à l'augmentation des débits, la capacité des sièges n'a eu de cesse d'augmenter avec le temps : de une place sur les premiers appareils, on passe rapidement à deux dans les années 1940, puis trois et même quatre dans les années 1960, six dans les années 1990, pour finir à huit places en 1997.
La structure d'un siège s'articule désormais autour d'arceau, autorisant des charges importantes. Celui-ci est lié à la suspente via un silentbloc, destiné à amortir les vibrations. En dehors de quelques appareils, en particulier les anciens télésièges VR101 à véhicules latéraux développés par Von Roll, l'assise du siège fait toujours face à la pente pour permettre l'embarquement et le débarquement ski aux pieds.

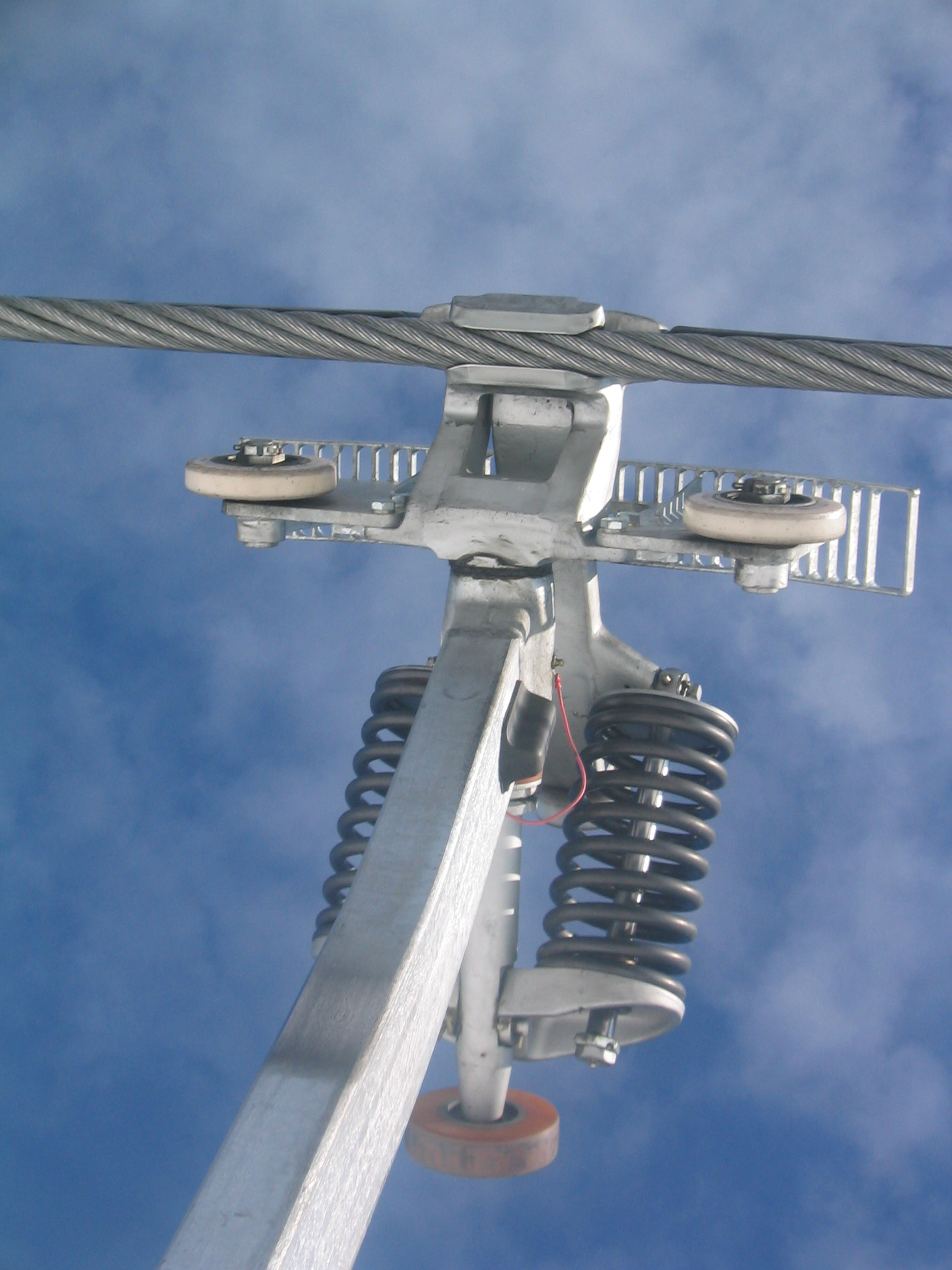
Pince débrayable à ressort.

Dans la version débrayable, la liaison du véhicule au câble est réalisée par une pince équipée d'un mors ayant la faculté de s'ouvrir mécaniquement. Durant le trajet, ce dernier est maintenu serré au câble sous la pression d'un ou plusieurs ressorts ; si ce sont des ressorts hélicoïdaux, on parle de pince à ressort, si ce sont des barres de torsion qui se tordent suivant un coefficient connu, on parle alors de pince à torsion. En gare, le mors est ouvert par appui d'une came sur un levier de la pince, qui vient à son tour appuyer sur le ressort ou faire tourner la barre de torsion, ce qui permet au siège d'être débrayé ou embrayé sur le câble.
Les véhicules peuvent recevoir plusieurs options. Ils sont parfois équipés d'une coque de protection transparente, généralement en polycarbonate teinté, ayant la possibilité de se rabattre. On parle alors de télésiège à bulles. Celles-ci ont pour fonction d'assurer un confort de transport aux usagers en les protégeant du vent et des intempéries. On trouve parfois d'autres options comme le chauffage des sièges, réalisé via des résistances placées dans l'assise, alimentées par un patin situé sur la suspente, qui fait contact avec un rail électrifié situé dans la gare. Les garde-corps automatiques, spécialement adaptés aux débutants, se développent également, tout comme le système de maintien au siège pour enfant, fonctionnant via un dossier intégrant un aimant, qui fait contact, durant le trajet, avec une plaquette métallique incorporée au dos d'un gilet. Les constructeurs proposent par ailleurs un système d'amortissement des oscillations latérales qui stabilise les véhicules sur les lignes ventées. Pour une exploitation estivale, les sièges peuvent être équipés d'un support pour le VTT, soit latéral, soit à l'arrière du véhicule.

### La ligne

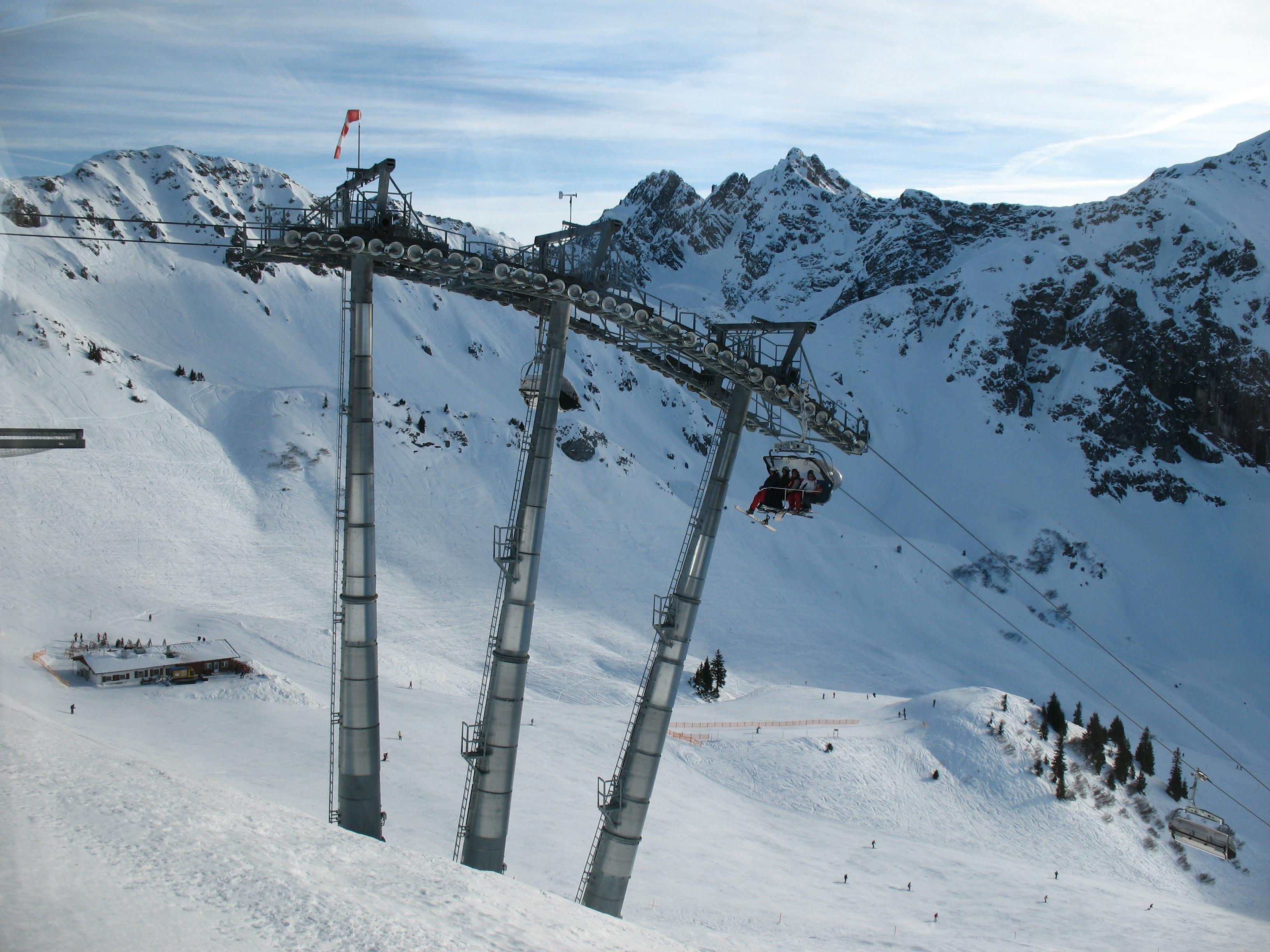
Pylônes de ligne proches de l'arrivée en gare.

Un télésiège est un téléporté dit monocâble : un unique câble se charge à la fois de porter et tracter les véhicules. Celui-ci forme une boucle fermée qui circule suivant un mouvement unidirectionnel continu. Il est soutenu sur sa ligne par plusieurs pylônes métalliques, via des galets de roulement sur lesquels repose le câble.
Les pylônes se présentent généralement sous la forme d'une structure tubulaire monopode, d'un diamètre compris entre 0,70 et 2,50 mètres. Certains télésièges disposent cependant de pylônes en treillis, en particulier, les installations anciennes, dont les éléments de lignes ont été pensés pour un montage exclusivement manuel, avec transport de la structure de façon terrestre, par petite partie, là où l'on utilise maintenant la technique de l'héliportage. Le fût d'un pylône repose sur un massif béton sur lequel il est généralement boulonné via des tiges d'ancrage filetées (parfois la base est noyée dans le massif même). L'inclinaison et la hauteur des pylônes varient en fonction du relief et des réglementations locales de survol maximum. Un pylône de télésiège atteint généralement une dizaine de mètres, toutefois, quelques-uns situés sur de courtes dépressions de niveau de survol, dépassent parfois la vingtaine de mètres.

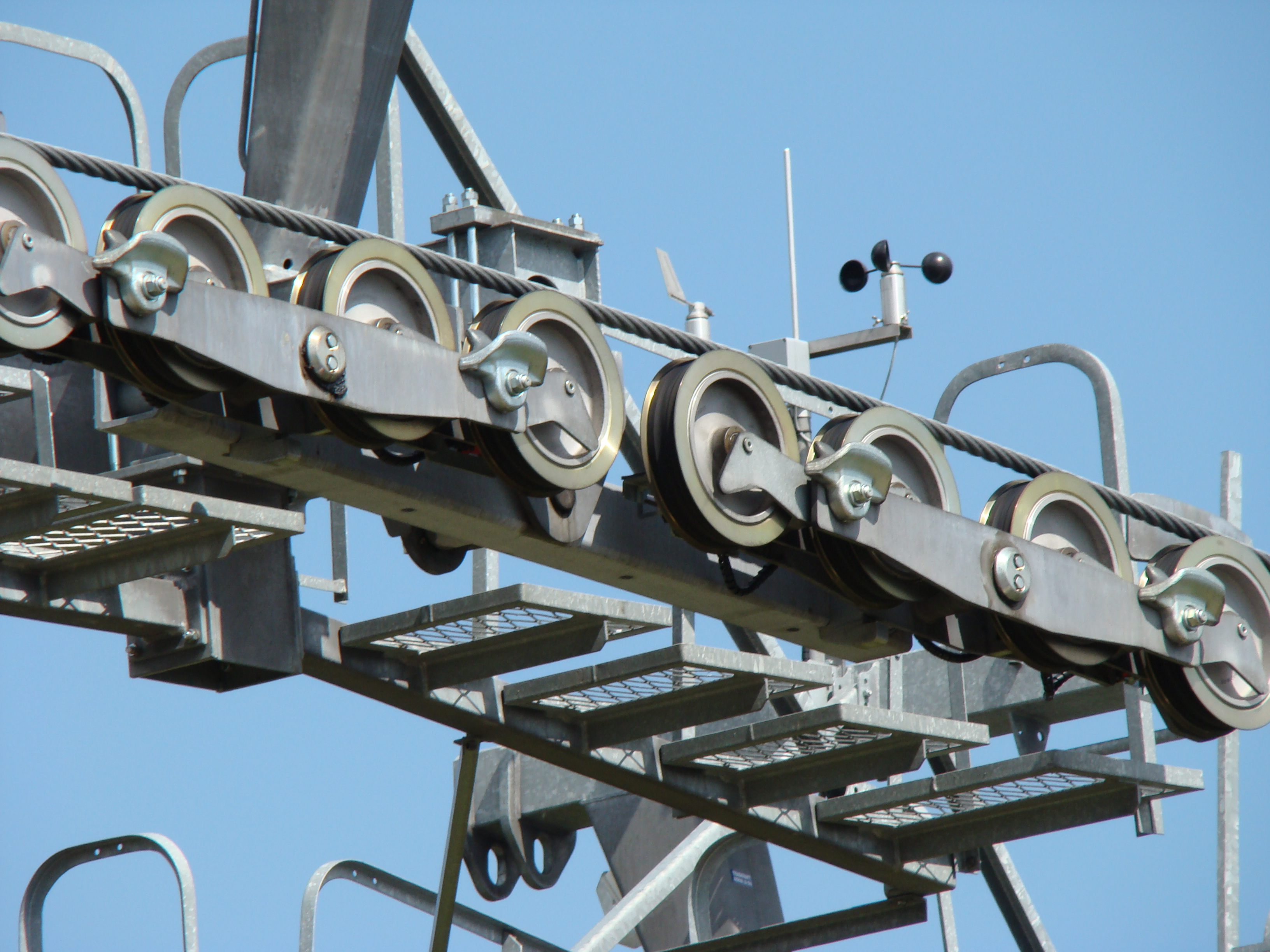
Balancier support d'un pylône.

La tête du pylône se présente face à la ligne et reçoit, de part et d'autre, un balancier articulé regroupant une série de galets. La longueur du balancier (et donc le nombre de galets qui le composent) dépend de sa charge, qui est, en grande partie, fonction du changement de pente de la ligne au niveau du pylône. On trouve des balanciers dits de support, destinés à porter le câble, mais également des balanciers de compression qui rapprochent la ligne du sol fini, par exemple pour respecter les limitations légales de hauteur de survol des sièges ou assurer une reprise de pente. Il existe par ailleurs des balanciers de support-compression, destinés à accompagner un profil de ligne légèrement concave lorsque, en fonction de la charge, l'appui du câble sur la partie support ou compression n'aurait pas été permanent.
Les balanciers disposent de capteurs de déraillement du câble. Ils se présentent soit sous la forme de barrettes cassantes soit de contacteurs. Ces informations sont remontées en gare via une ligne de sécurité qui circule au centre de la voie.
La tête d'un pylône moderne est surmontée d'une potence dite de décâblage, généralement de forme trapézoïdale. On l'utilise pour y suspendre le câble durant les opérations de maintenance réalisées sur les balanciers. Pour assurer la sécurité du personnel et faciliter leur travail, la plupart des pylônes disposent d'un accès par échelle et de passerelles de circulation avec garde-corps au niveau des balanciers.
Le fonctionnement d'un télésiège étant assez sensible au vent, certains pylônes sont équipés d'anémomètres ou de girouettes pour s'assurer qu'on reste dans les conditions d'exploitation normales de l'appareil (en cas de vent trop fort, l'appareil doit être arrêté).

### Les gares

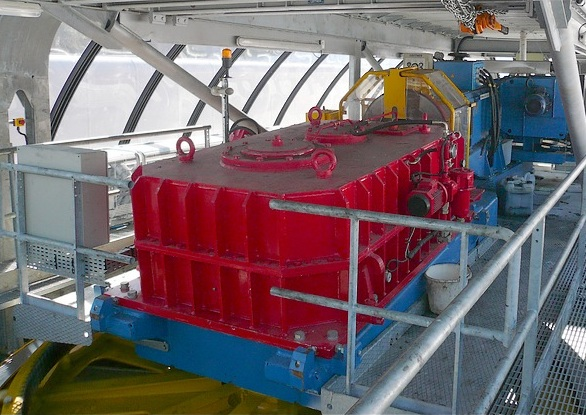
Entraînement d'un télésiège : au fond à droite, le moteur (bleu), puis le volant d’inertie et ses freins 1 (jaune), le réducteur (rouge) et en bas, la poulie motrice (jaune).

Un télésiège dispose de deux gares (ou stations) terminales équipées d'une poulie qui fait effectuer au câble une demi-boucle pour le renvoyer en ligne sur l'autre voie. On trouve également quelques télésièges équipés de gares intermédiaires destinées à assurer un embarquement ou débarquement au milieu de la ligne ou simplement une déviation du tracé. Pour coordonner efficacement les départs des usagers, les stations d'embarquement disposent généralement de portillons de cadencement. Ceux-ci se présentent sous la forme d'une rangée composée d'autant de barrières que de places sur les sièges, qui s'ouvrent et se referment au rythme du passage des véhicules.
Une des gares est la station motrice : la poulie de renvoi y entraîne le câble par le biais d'un moteur électrique solidaire d'un réducteur. La cinématique est complétée par des freins de service (dits freins 1) qui agissent généralement sur un volant d'inertie situé sur l'arbre rapide en sortie de moteur, et de freins d'urgence (dits freins 2) généralement situés en périphérie de la poulie motrice. On trouve également une marche de secours, généralement assurée par un moteur thermique entraînant soit le réducteur, soit un moto-réducteur hydraulique qui engrène une couronne dentée directement sur la poulie motrice. Le moto-réducteur est parfois électrique, alimenté par groupe électrogène.
L'entraînement peut être aérien, à savoir avec un treuil situé au niveau de la poulie motrice, ou enterré, c'est-à-dire enfermé dans un local souterrain, et relié à la poulie par le biais d'un arbre de transmission vertical. Cette dernière configuration est parfois choisie pour garantir un accès plus facile aux éléments techniques, et surtout, pour diminuer la pollution sonore inhérente au fonctionnement.

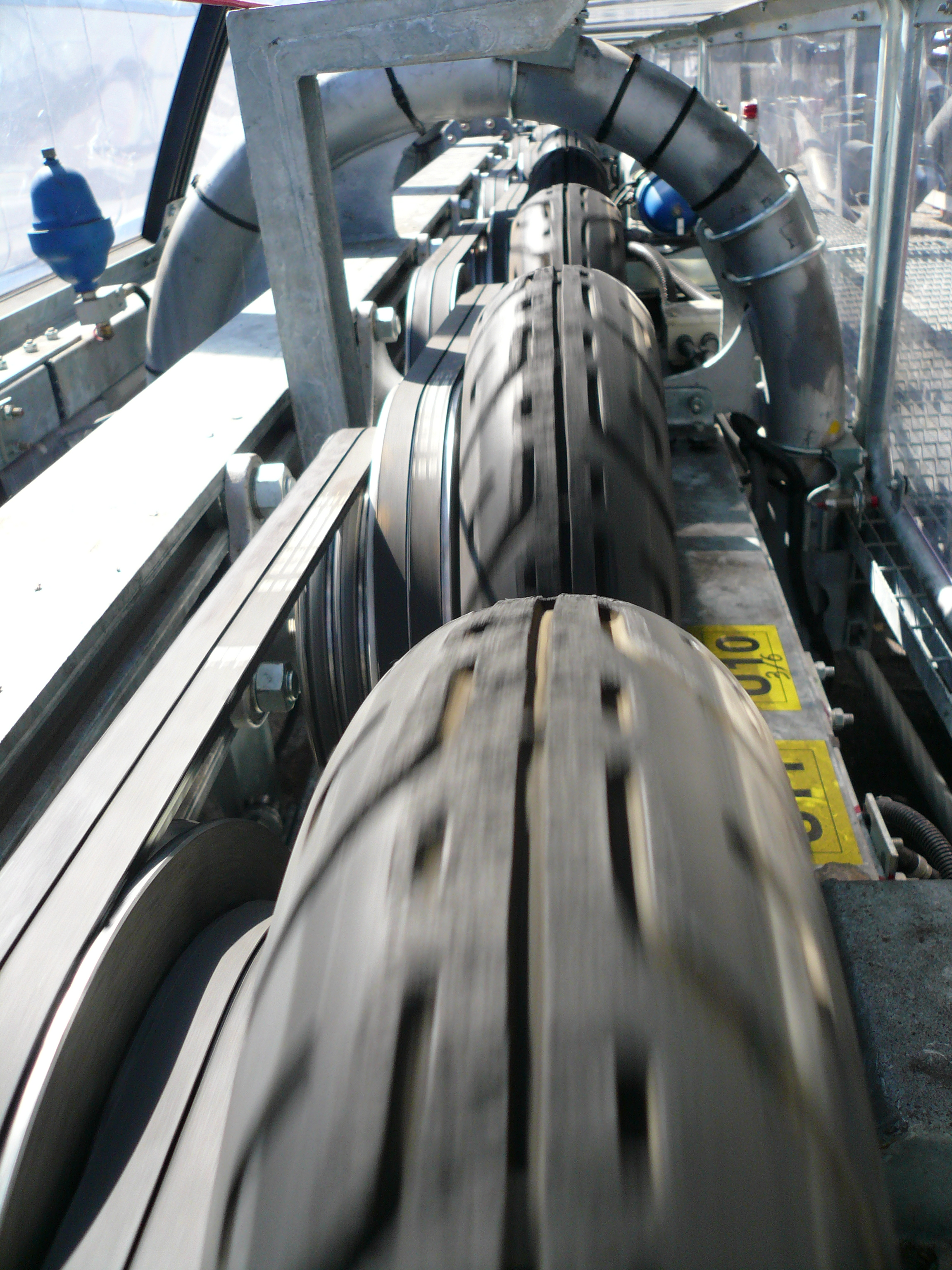
Lanceur à pneus d'un télésiège débrayable.

On réalise également, dans une des gares, la tension du câble, via un contrepoids ou, pour les appareils récents, un vérin hydraulique solidaire d'un lorry sur lequel se situe la poulie de renvoi (qui peut être la poulie motrice ou une simple poulie libre, selon que la tension s'opère dans la station motrice ou non). Le vérin est piloté dynamiquement par une centrale hydraulique qui contrôle en permanence la pression.
Dans la version débrayable, les gares d'un télésiège sont complétées d'un lanceur et d'un ralentisseur où s’opèrent les phases d'embrayage et débrayage. Ceux-ci sont généralement composés d'une rangée de pneus (appelée poutre) qui ralentit ou accélère le siège au niveau d'un patin de contact situé sur le chariot du véhicule, à proximité de la pince. Au niveau de ces poutres, se trouve une came qui, au passage du véhicule, vient appuyer sur le levier de la pince, et ouvrir le mors pour le libérer du câble ou l'y accoupler. Sur toute sa circulation en gare, le siège est suspendu à un rail sur lequel il roule via des galets présents au niveau de son chariot. Dans le contour de la station, le siège reste généralement entraîné par des pneus, mais on trouve encore des convoyeurs à chaînes sur des appareils plus anciens. 
Les pneus du lanceur, ralentisseur et contour sont reliés entre eux par des courroies ou roues dentées et mis en mouvement via un galet mu par le câble de la ligne.
Avec la standardisation des produits, les gares de télésièges débrayables sont désormais similaires à celles de la télécabine.

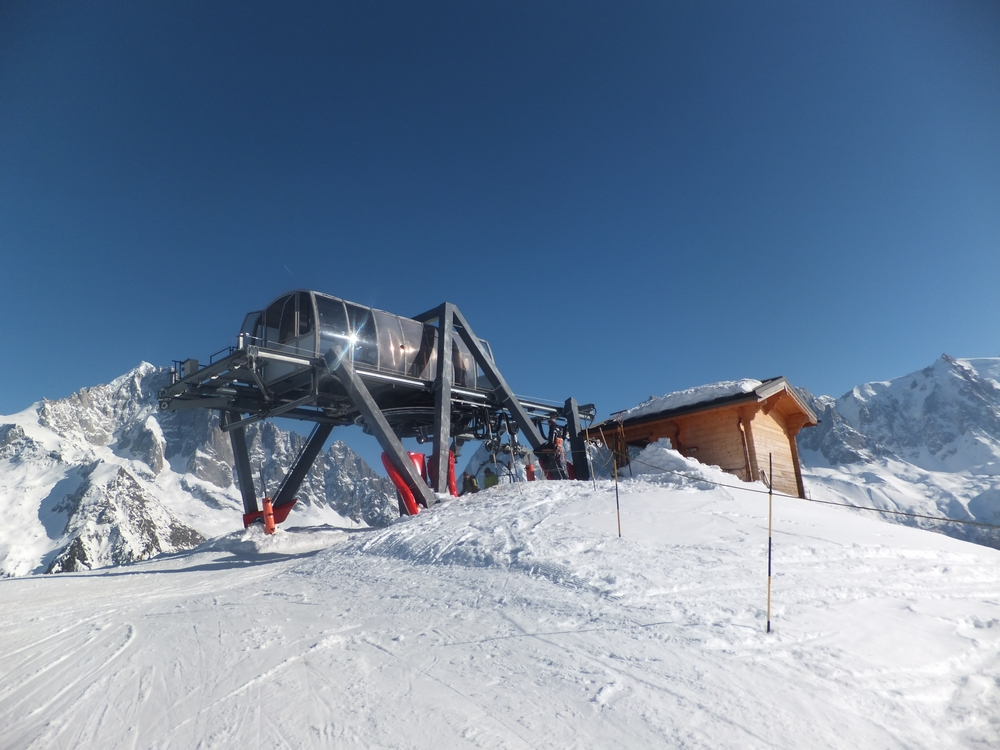
Gare motrice Trialp Montaz-Mautino

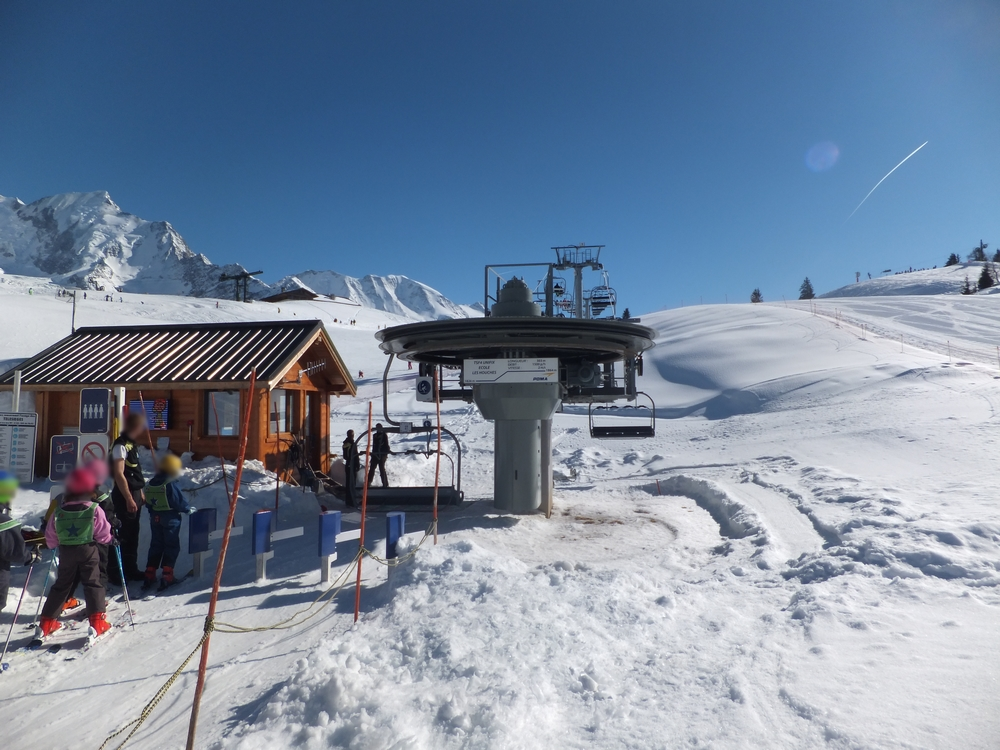
Gare motrice Unifix Poma

### L'embarquement haut débit sur les téléportés débrayables
Le double embarquement sur un télésiège permet d'augmenter son débit. Trois systèmes coexistent.

#### Le double embarquement à contour simple
Comme sur un télésiège classique, il n'y a qu'un seul contour. La particularité est qu'il y a deux files d'attente, et deux aires d'embarquement : quand un premier siège entre en gare, il est destiné à la première file ; le second est destiné à la seconde file et ainsi de suite. Il y a donc plus de sièges sur ce type d'installation.

#### Le double embarquement à double contour
Inventé en 1995, ce type d'embarquement permet d'augmenter considérablement le débit d'un télésiège et de réduire le temps d'attente les jours d'affluence. Ce type d'appareil comprend deux contours en gare aval, et deux files d'embarquement. Quand un premier siège rentre en gare il est destiné au premier contour (contour interne) ; quand un second siège arrive, il est destiné au second contour (contour externe) et ainsi de suite au cours de l'exploitation. Ce système a été abandonné car trop coûteux et il posait parfois des problèmes de cadencement.

#### Le contour haut débit
Le contour haut débit dit tronqué est un contour asymétrique accompagné d'un tapis roulant, qui augment le débit d'un appareil et qui permet un embarquement en douceur pour les passagers. Ce système offre le même débit qu'un double contour mais il a un coût beaucoup plus faible. Il est généralement utilisé sur des télésièges mais commence à voir le jour sur des télécabines comme sur celles de Saulire Express et des Plattières à Méribel.

## Historique

### L'émergence du ski alpin et des remontées légères
Jusque dans les années 1930 le parc de remontées mécaniques était principalement composé d'appareils nécessitant la construction d'infrastructures lourdes, à savoir, les funiculaires et les téléphériques. Ces appareils étaient essentiellement utilisés pour accéder à un belvédère ou un territoire communal au relief difficile. La donne évolue durant l'entre-deux-guerres avec le développement de la pratique du ski alpin. Çà et là, quelques pionniers inventifs imaginent des engins plus légers, destinés uniquement à l'activité hivernale : en 1934 le Suisse Ernst Constam et l'entreprise allemande Adolf Bleichert & Co. inaugurent le premier produit téléski standardisé à Bolgenhang, près de Davos. C'est dans ce contexte qu'est créée, en 1936, la station de ski de Sun Valley aux États-Unis par Charley Protor, sous l'impulsion de Averell Harriman, président de l'Union Pacific Railroad. James Curran, ingénieur à la société, imagine pour l'occasion le premier télésiège au monde. Avant de travailler pour l'Union Pacific, Curran avait développé, chez Paxton and Vierling Steel, un système à câble aérien équipé de crochets, utilisé au Panama pour charger les régimes de bananes sur les bateaux de la United Fruit Company. Pour les remontées de Sun Valley, avec ses collègues Gordon Bannerman et Glen Trout, l'ingénieur s'inspire de ce principe en remplaçant les crochets par des sièges. La construction de ce télésiège est confiée à la société American Steel and Wire. L'appareil est inauguré en décembre pour le commencement de la saison 1936-1937 avec des sièges monoplaces. Il fait l'objet d'une licence déposée en 1937 (validée en 1939) sous le nom de Aerial Ski Tramway.
L'idée séduit, et, toujours aux États-Unis, la station de Timberline Lodge commande en 1938, au constructeur Riblet, le télésiège Magic Mile. L'appareil, implanté sur le mont Hood, est inauguré en 1939. Le premier télésiège d'Europe est quant à lui construit en 1940 à Pustevny dans les Beskides en Tchécoslovaquie (actuelle République tchèque).
La similitude des infrastructures (gare et pylônes) de ces appareils, proches de celles d'un téléski, donne rapidement l'idée d'adapter le système aux remonte-pentes à enrouleurs, par exemple pour permettre une exploitation estivale. Le premier téléski à recevoir des sièges est celui d'Engelberg en 1944. Ce premier télésiège suisse se voit même compléter de petites cabines, préfigurant les installations mixtes modernes (Télécombi et Télémix).
Les Gets (Haute-Savoie) sont en 1947 la première station française à s'équiper d'un télésiège, en adaptant des sièges sur la ligne d'un téléski selon un brevet de Ernst Constam. En 1948 est mis en service à Peisey-Nancroix le premier télésiège français directement construit comme tel.

### Le perfectionnement de la technique

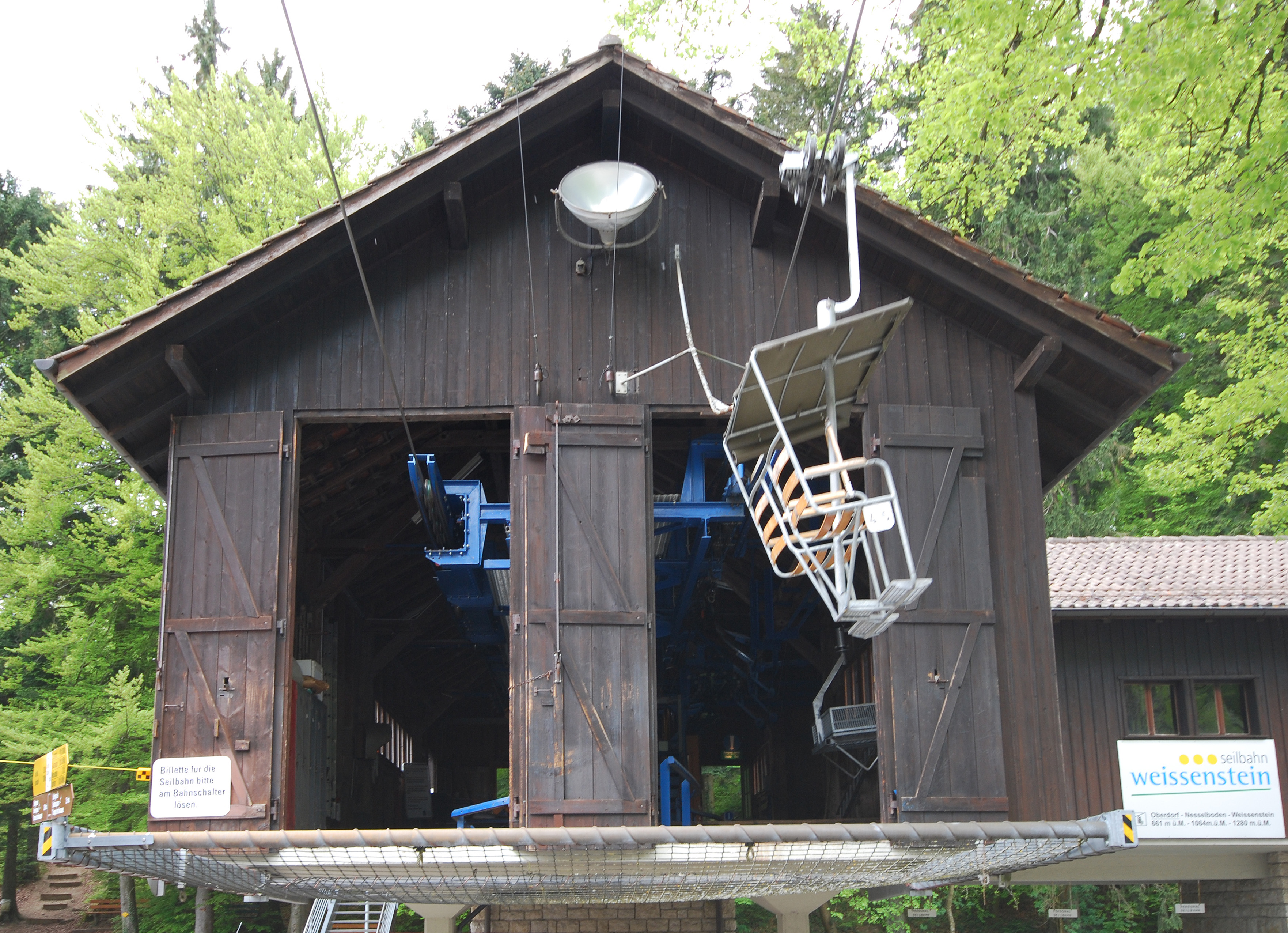
Télésiège débrayable Von Roll.

En 1945, une nouvelle étape est franchie avec la mise au point par Von Roll de la pince débrayable VR101. La société inaugure le premier télésiège à attaches débrayables et premier télésiège biplace du monde à Flims en Suisse. L'appareil est équipé de sièges biplaces, placés latéralement à la ligne pour limiter l'écartement de la voie. Pour autant, la technologie à pinces fixes demeure majoritaire et les constructeurs concentrent essentiellement leurs efforts sur la capacité des sièges. En 1963, aux États-Unis, Riblet livre au centre de ski de Boyne le premier télésiège triplace. C'est dans cette même station que Heron Engineering installe, dès l'année suivante, le premier télésiège quadriplace.
Même si quelques télésièges débrayables sont produits çà et là, en particulier les premiers triplaces au monde, construits en France par Poma en 1973, la donne n'évolue réellement à partir des années 1980, où la standardisation permet de concevoir des gammes débrayables avec des gares dites légères, avec des éléments utilisables sur les télécabines comme les télésièges et des dimensionnements qui autorisent des capacités de véhicules toujours plus importantes. En 1991, la station de sports d'hiver du mont Orignal, au Canada, ouvre le premier télésiège débrayable à six places au monde. L'appareil est construit par l'Autrichien Doppelmayr. Le premier télésiège à six places d'Europe est, quant à lui, installé deux ans plus tard à Avoriaz par le Français Poma, et offre un débit de 3 000 personnes par heure. Toujours en France, la station de Val Thorens ouvre, en 1995, le premier télésiège débrayable à double embarquement (le télésiège des Cascades), avec un débit maximal record (pour l'époque) de 4 000 personnes par heure. L'appareil est construit par la société Doppelmayr. Le constructeur autrichien réalise également, en 1997, le premier télésiège huit places du monde à Vrådal, en Norvège.

## Exploitation

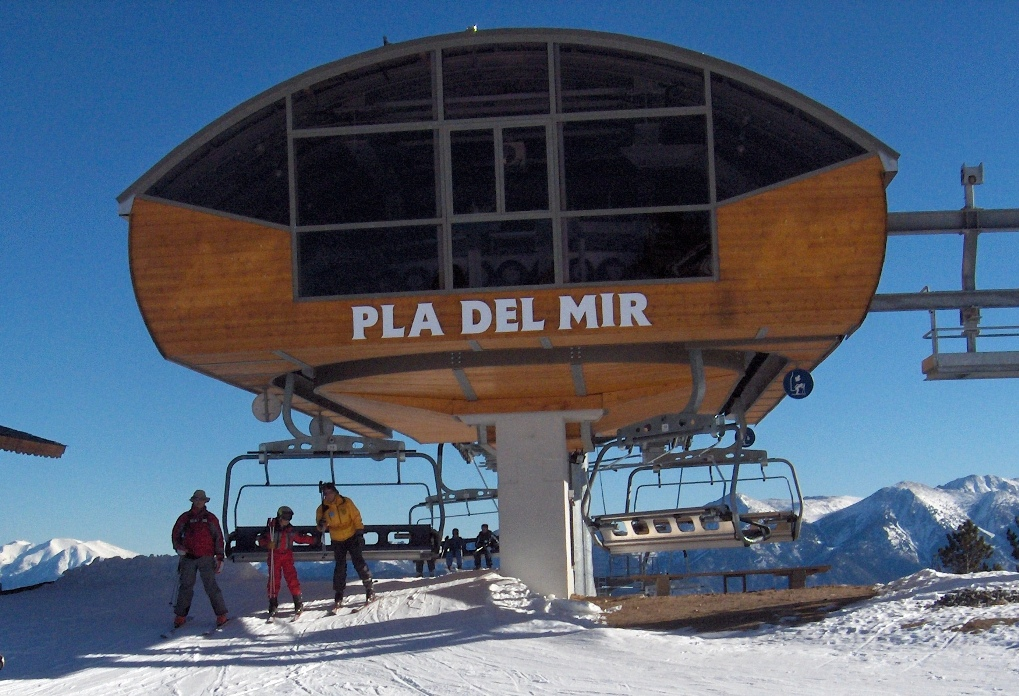
Débarquement de skieurs sur un télésiège aux Angles (France).

La plupart des télésièges sont exploités comme transport en commun. On les trouve particulièrement dans les stations de sports d'hiver pour la pratique du ski alpin, pour laquelle ils offrent l'avantage de permettre de remonter la pente sans déchausser (comme sur un téléski) tout en étant assis (comme sur une télécabine). Ils font généralement partie intégrante d'un domaine skiable, composé de plusieurs remontées mécaniques desservant différentes pistes de ski reliées. Un des exemples les plus illustratifs est le domaine des Trois Vallées en France, plus grand domaine skiable du monde avec 600 kilomètres de pistes et 200 remontées mécaniques reliant 16 stations.

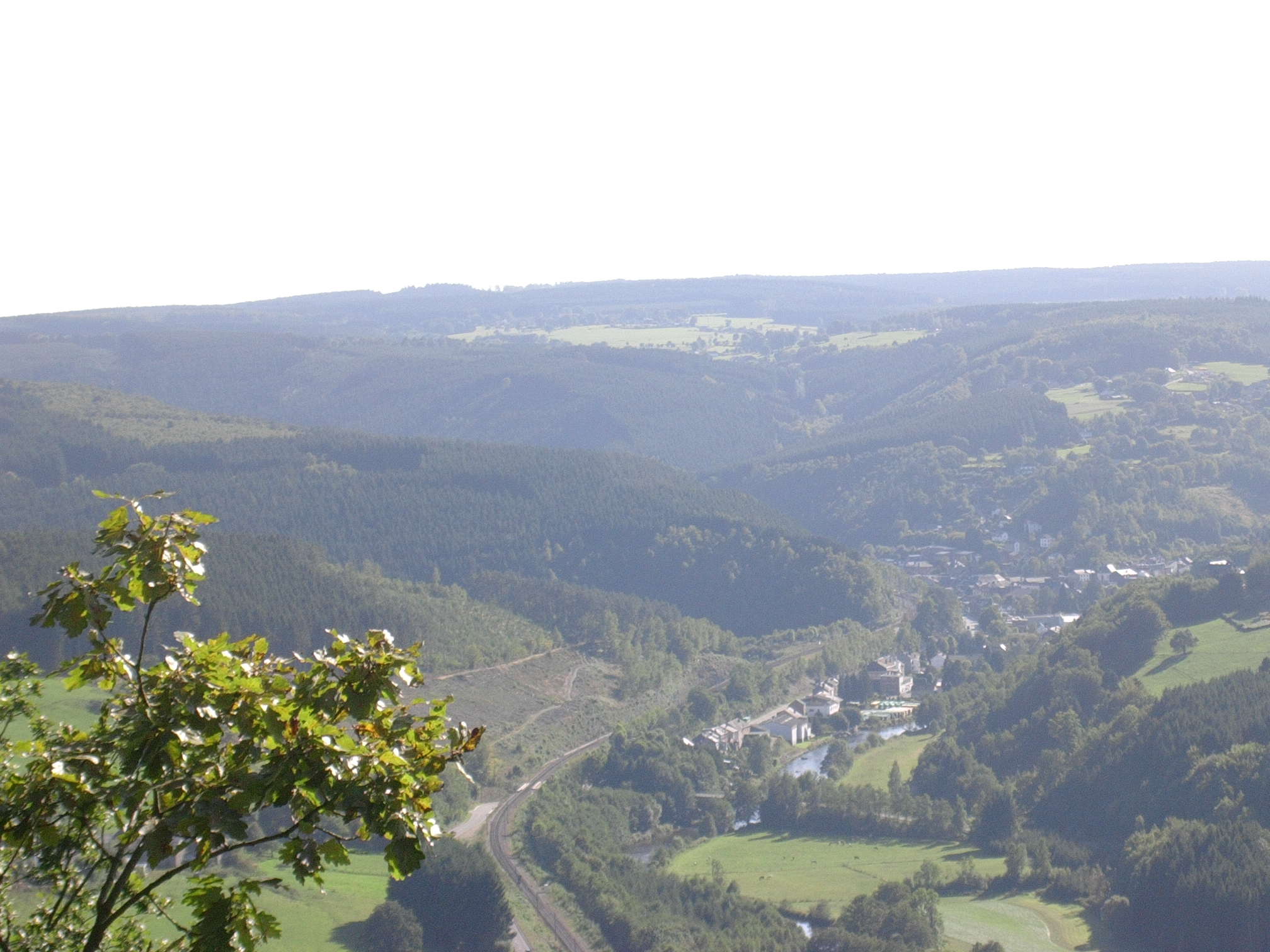
Vue depuis le télésiège de la cascade de Coo.

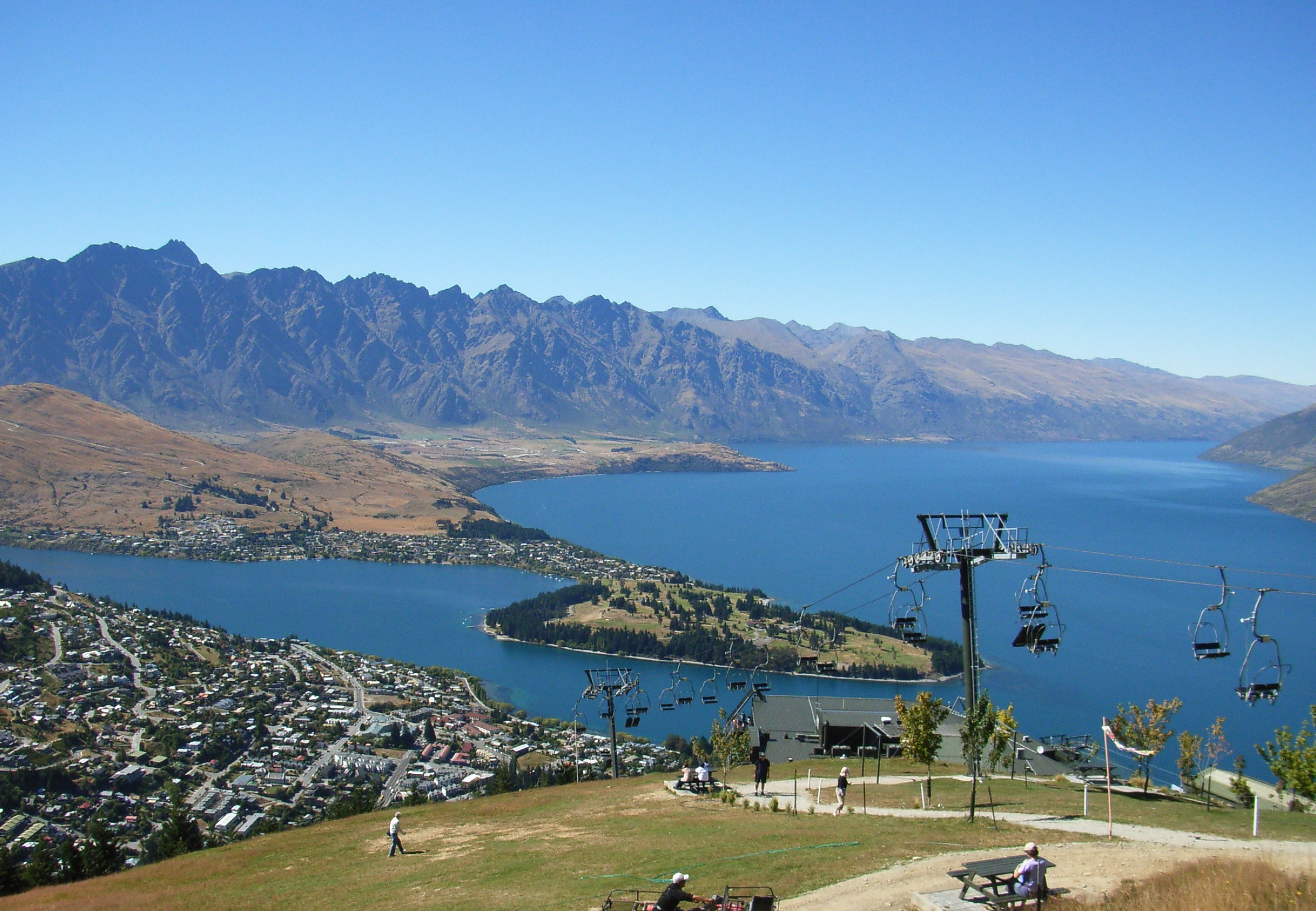
Télésiège remontant des luges d'été à Queenstown (Nouvelle-Zélande).

Les télésièges sont également utilisés hors de domaines skiables pour accéder à des belvédères. C'est par exemple le cas, en Belgique, du télésiège du Mont Noir à Westouter, implanté loin de tout site de ski alpin, et exploité uniquement pour la saison estivale pour profiter de la vue offerte par les monts des Flandres et du télésiège de la cascade de Coo, qui offre une vue panoramique sur la vallée de l'Amblève. Ces remontées mécaniques sont par ailleurs utilisées dans le cadre de la pratique d'une activité comme, la randonnée pédestre, le VTT ou la luge d'été, comme les télésièges implantés sur les deux parcs de loisirs Skyline, situés à Queenstown et Rotorua en Nouvelle-Zélande, qui desservent plusieurs pistes de luge sur roue. Certains appareils des stations de sports d'hiver sont aussi exploités l'été, également pour profiter du panorama auquel ils donnent accès, ou pour la pratique de ces activités.
L'exploitation commerciale d'un télésiège comme transport en commun est assurée soit en régie directe par une administration publique, soit en régie par une personne publique sous forme d'un service public industriel et commercial, soit par une entreprise ayant passé à cet effet une convention à durée déterminée avec l'autorité compétente. L'utilisation de l'appareil est généralement assujettie à l'achat d'un titre de transport qui se base fréquemment sur le principe du forfait (aller-retour, journée, semaine, année).
Les télésièges sont également exploités comme transport privé, ou transport pour compte propre, en particulier dans l'industrie minière, pour transporter le personnel dans les galeries. Ces appareils sont généralement de type monoplace et l'assise se résume souvent à une simple sellette. Ces télésièges sont fréquemment appelés des apod par antonomase à l'entreprise qui les a imaginés.

## Constructeurs

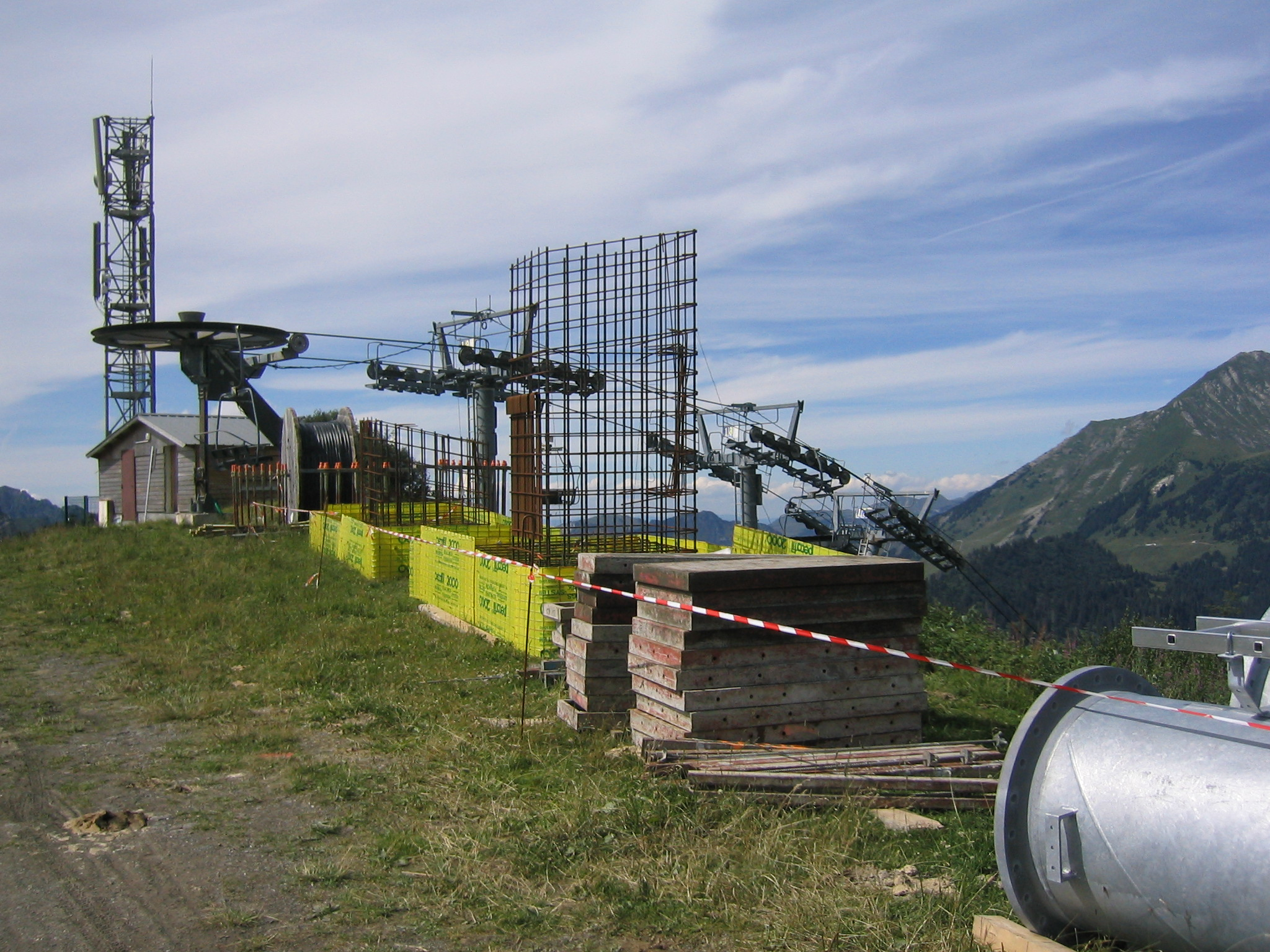
Construction d'un télésiège.

Les télésièges constituent le cœur de l'offre et de la demande du marché de la remontée mécanique. Ce dernier se concentre désormais principalement sur l'entretien et le renouvellement du parc d'appareils existant. Ainsi, cette baisse de la demande a entraîné la disparition de nombreux constructeurs historiques, comme les Suisses Von Roll, Girak, ou Städeli Lift, le Français Weber, l'Américain Yan Lift ou encore les Italiens Marchisio, Nascivera ou Agamatic, et conduit les entreprises à se regrouper.
Aujourd'hui, les principaux constructeurs appartiennent à deux grands groupes. On trouve d'un côté l'Autrichien Doppelmayr et le Suisse Garaventa, réunis au sein du holding Doppelmayr Holding AG, et de l'autre, l'Italien Leitner et le Français Poma détenus par l'industriel Michael Seeber, par l'intermédiaire du holding HTI BV,. Avec un chiffre d'affaires 2009 de l'ordre de 600 millions d'euros chacun,, les deux groupes sont d'importance équivalente. Ils installent la majorité des télésièges à attaches fixes comme débrayables.
Il subsiste cependant des constructeurs d'envergure plus locale, principalement le Suisse Bartholet Maschinenbau (de) (BMF), le Français GMM, les Italiens Graffer et CCM, le Slovaque Tatralift et l'Américain Riblet. Ceux-ci sont parfois indépendants, comme GMM ou Tatralift. Mise à part BMF et Tatralift, ces petits constructeurs se cantonnent désormais à la production d'appareils non débrayables, à 2 ou 4 places, de conception moins coûteuse.

## Législations

### Lois et normes en application
Les lois et normes en application en matière de télésiège reprennent celles relatives aux appareils de transport par câble et varient selon les pays, au niveau de la conception, de la construction, comme des opérations de contrôle.
Les États membres de l'Union européenne appliquent de façon homogène la directive 2000/9/CE. Elle concerne les télésièges construits depuis le 3 mai 2004 ainsi que les constituants de sécurité et sous-systèmes mis sur le marché après cette date, y compris ceux destinés aux appareils existants. La directive définit les « exigences essentielles » dans un objectif un haut niveau de sécurité et de réalisation d’un marché unique. Cette réglementation cadre peut être complétée par des textes nationaux voire régionaux.
Au Canada, en Australie et en Nouvelle-Zélande, la norme CSA Z98 est appliquée, tandis que la norme ANSI B77.1 est en vigueur aux États-Unis.
En Suisse, c'est le texte réglementaire RS 743.01, « loi fédérale du 23 juin 2006 sur les installations à câbles transportant des personnes (loi sur les installations à câbles, LICa) » qui réglemente depuis le 1er janvier 2007 la construction et l'exploitation des télésièges du pays.

### Contrôles administratifs
(juin 2013).
En France, l'exploitation des télésièges est, tout comme l'ensemble des remontées mécaniques, gérée par le STRMTG, le Service Technique des Remontées Mécaniques et Transports Guidés.
Pour les télésièges en service, ils assurent un suivi des contrôles périodiques des composants des appareils (poulies, câbles, pinces...) et participent aux visites de contrôle annuelles. Ils s'assurent que l'exploitant réalise au moins un exercice de sauvetage chaque année. Ils interviennent également pour les modifications d'appareils ou dans les enquêtes faisant suite à un accident.